# Polsdruk

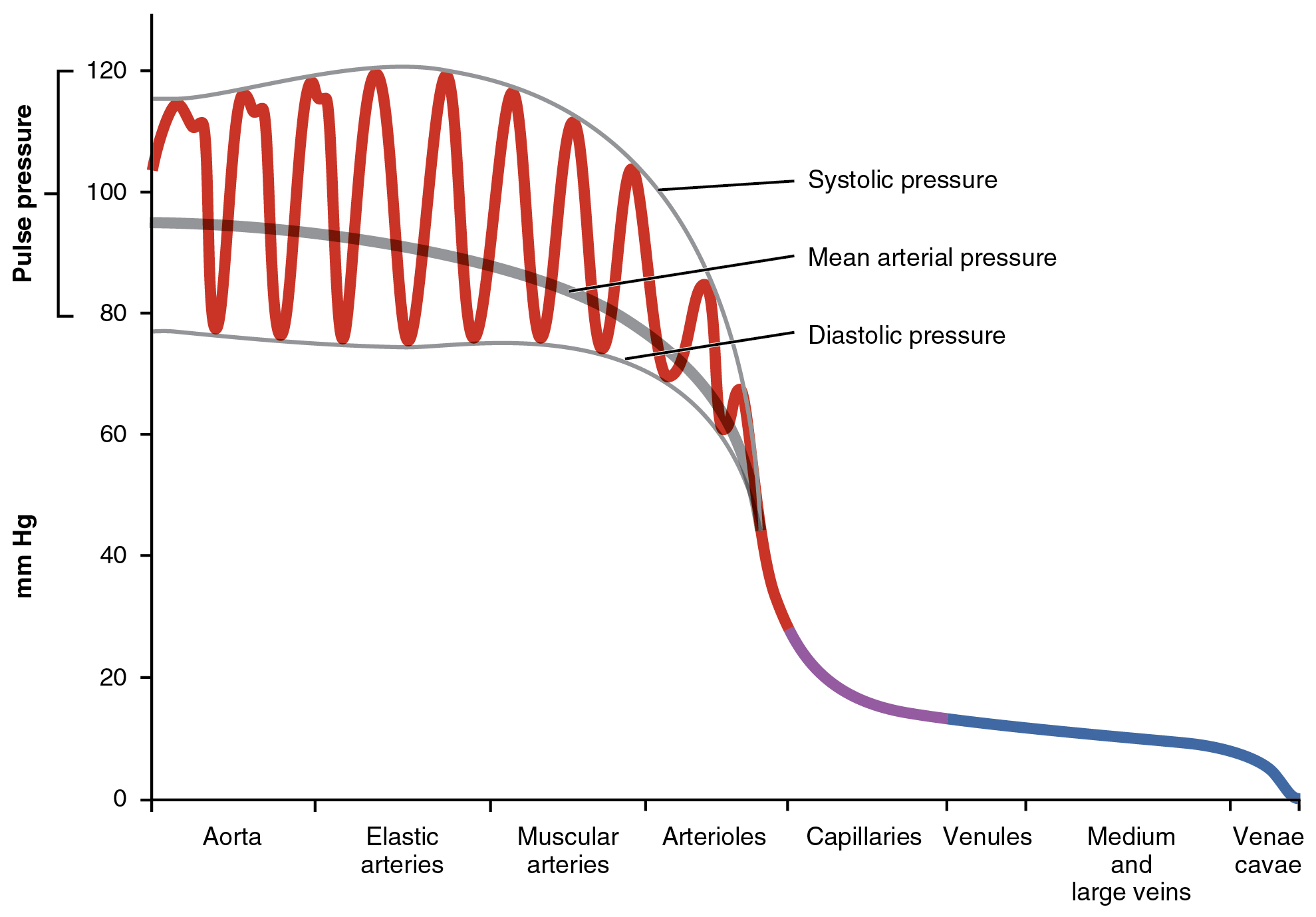
De polsdruk is de hier vermeld als pulse pressure

De polsdruk bij een bloeddrukmeting is het verschil tussen de boven- en onderdruk. De bloeddruk in de slagaders is maximaal tijdens de contractie van de hartkamer. De polsdruk hangt af van de kracht waarmee het hart samentrekt, van de elasticiteit van de vaten, en van het gemak waarmee het bloed weg kan stromen.

## Verandering in de polsdruk
- Als de vaten erg stijf zijn (door aderverkalking), zal de bovendruk hoger worden; de polsdruk is verhoogd.
- Als de aortaklep lekt (aortaklepinsufficiëntie), zal de bloeddruk tijdens de ontspanningsfase van het hart sneller dalen. De polsdruk is verhoogd.
- Als bij hartfalen de contractiekracht van het hart tekortschiet, leidt dat tot een lage polsdruk.
- Bij een hypovolemische shock (te weinig bloed in de vaten) is er zo weinig aanbod van bloed tijdens een contractie, dat de polsdruk verlaagd is.